# Leucula lucidaria
Leucula lucidaria là một loài bướm đêm trong họ Geometridae.